# Guido della Gherardesca
Guido della Gherardesca (Pisa, 1060 - Bolgheri, Castagneto Carducci, Livorno, 20 de maig de 1140) fou un eremita toscà. És venerat com a beat per l'Església catòlica.

## Biografia
Se'n conserven molt poques notícies. Unes fonts el presenten com a monjo camaldulenc a San Michele in Borgo (Pisa); altres com a terciari franciscà. A partir dels documents de l'arxiu de la família Della Gherardesca es pot pensar que era fill de Napoleone Gherardesca i germà de Pietro, que fou cardenal amb Pasqual II (1099-1118).
Guiu es lliurà a la pregària, la meditació i la penitència, renunciant a la comoditat que li permetia la fortuna familiar i vivint d'almoines al carrer, fent-hi vida eremítica. Com altres eremites del moment, adquirí fama de santedat i ell, per no caure en la falta de l'orgull, s'allunyà de la ciutat i de Donoratico, ciutat on hi havia el castell de la família i on residia habitualment.
Als 40 anys, cap al 1100, deixà Pisa i visqué en una cova de la vall de Santa Maria, propera a Donoratico, on construí una ermita que dedicà a Santa Maria de la Glòria, a l'actual lloc de San Guido (Bolgheri, Castagneto Carducci). Hi morí el 20 de maig de 1140.

## Veneració
En morir, la veneració per la seva persona cresqué. Sebollit a l'ermita, en 1212 se n'autoritzà el trasllat del cos a l'església del castell de Donoratico, més capaç per acollir les multituds que hi feien pelegrinatges. La conquesta del castell i la seva destrucció en 1448 provocà la pèrdua de les restes.
Foren retrobades el 6 de gener de 1450. Segons una tradició, en ple hivern, un home passava per les ruïnes del castell i veié un bruc completament en flor, cosa impossible en aquell moment de l'any. Excavant-hi, trobaren que les arrels eren on hi havia enterrat el beat Guiu i en recuperaren el cos incorrupte. Un breu de Calixt III autoritzà cap al 1458 que l'arquebisbe de Pisa Giuliano Ricci traslladés les relíquies a Pisa, translació que es feu el 16 de juny de 1459. Des de 1689, el cos de Guiu és a l'altar de San Ranieri, amb les restes de Rainier de Pisa.
En 1788 l'eremita fou beatificat. No obstant això, és conegut com a San Guido i tingut per sant.